# بيت مضمون (الحيمة الداخلية)

تعديل مصدري - تعديل

بيت مضمون هي إحدى قرى عزلة الحدب بمديرية الحيمة الداخلية التابعة لمحافظة صنعاء، بلغ تعداد سكانها 124 نسمة حسب تعداد اليمن لعام 2004.